# Theatergeschiedenis
Theatergeschiedenis is de beschrijving van het ontstaan en de ontwikkeling van theater.
Dit artikel behandelt voornamelijk de geschiedenis van het theater van "Het westen" (en dan speciaal Europa).

## Oude Grieken
Het theater in het oude Griekenland wordt gezien als het begin en de basis van de westerse theatergeschiedenis. In het oude Griekenland was theater een van de belangrijke zaken in het dagelijks leven.
Vanaf circa 500 v.Chr. werden in Athene toneelwedstrijden gehouden. Deze maakten onverbrekelijk deel uit van de Grote Dionysia. Alle deelnemende dichters moesten vooraf een serie van vier stukken (tetralogie) indienen: een trilogie van tragedies, gevolgd door een saterspel.
De voorstellingen duurden meerdere uren en werden in het daglicht gehouden.
Enkel een klein aantal van de toneelteksten uit het oude Griekenland is bewaard gebleven.
Toneelschrijvers Aischylos, Sophocles, Euripides en Aristophanes werden door critici van latere tijden en historici als meest invloedrijk beschouwd.
De tragedies hadden meestal niet meer dan drie, mannelijke, spelers die de verschillende rollen speelden met behulp van maskers. Op het toneel bevond zich het grootste deel van de tijd ook een koor welke in unisono sprak of zong. Voor zover bekend werden de stukken slechts eenmaal gespeeld, tijdens het festival.
De maskers die werden gedragen waren groot en kleurrijk en men droeg zware kledij en schoeisel met dikke zolen. Dit deed de acteurs groter lijken, zodat de toeschouwers achter in het theater hen beter konden zien.

## De oorsprong
In de religieuze riten van de vroegste samenlevingen liggen de wortels van het theater. Theater als verzamelnaam voor het verbeelden van goden, handelingen uit het dagelijks leven door muziek en dans is een van de vroegste kunstvormen van de mensheid. Door de hele geschiedenis kan men sporen vinden van liederen en dansen ter ere van een god of meerdere goden. Priesters en gelovigen vertolkten geboorte, dood, verrijzenis, hulp van goden bij jacht, straf door hongersnood, enzovoort.
Theater heeft zich in de loop van de tijd erg ontwikkeld. Rond 1970 hebben er grote verschuivingen plaatsgevonden: van het dramatisch theater waarin de tekst dominant was, naar het postdramatisch theater, waarbij de andere elementen van het theater niet langer ondergeschikt waren aan de tekst. Het lichaam van de acteur kreeg bijvoorbeeld een belangrijkere rol.
Modern theater is te beschrijven als een levende voorstelling voor publiek, waarbij over het algemeen een of meerdere acteurs (of poppen) binnen een vastgestelde ruimte (vaak een theaterzaal) binnen een vastgestelde tijd voor een of (meestal) meerdere toeschouwers een meer of minder vastgestelde routine wordt geschouwd.

## Verwante onderwerpen
- Kunstgeschiedenis